# Заплатины
Запла́тины — русский дворянский род, восходящий к XVII веку и внесенный в VI часть родословной книги Курской губернии. Дочь генерал-майора Заплатина от брака с пленной турчанкой Игель-Сюм, Ольга Семеновна, была женой Сергея Тимофеевича Аксакова.

## Описание герба
В щите, имеющем голубое поле, изображён золотой полумесяц, у которого над рогами видны две серебряные шестиугольные звезды, и посередине их того же металла стрела, летящая вверх.
Щит увенчан дворянскими шлемом и короной. Нашлемник: павлиньи перья и через них летящая в левую сторону серебряная стрела. Намёт на щите голубой, подложенный серебром. Герб рода Заплатиных внесён в Часть 7 Общего гербовника дворянских родов Всероссийской империи, стр. 97.